# Vince Edwards
Vince Edwards, pseudonimo di Vincent Edward Zoine (Brooklyn, 9 luglio 1928 – Los Angeles, 11 marzo 1996), è stato un attore, regista e cantante statunitense.

## Biografia
Il padre di Edwards, il muratore italiano Vincenzo Zoine, era immigrato a Brooklyn con la moglie Julia. La coppia ebbe sette figli, dei quali il futuro attore fu l'ultimo nato insieme a un fratello gemello. Studente all'Ohio State University, Vince Edwards fu un eccellente nuotatore e fece parte della squadra dell'università che vinse il campionato nazionale statunitense in questa disciplina sportiva.
Iscrittosi ai corsi di recitazione presso l'American Academy of Dramatic Arts, nel 1950 Edwards fu scritturato dalla Paramount Pictures e fece il suo debutto cinematografico nel film Mr. Universe (1951), seguito l'anno successivo da un ruolo minore nella commedia Attente ai marinai (1952). Il primo ruolo da protagonista giunse nello stesso anno con il personaggio di Hiawatha nel western La valanga dei Sioux (1952).
Durante gli anni cinquanta Edwards comparve prevalentemente in pellicole western come Impiccagione all'alba (1957) e La cavalcata della vendetta (1957), e in film polizieschi come Rapina a mano armata (1956) di Stanley Kubrick, Assassinio per contratto (1958) e La città nella paura (1959). Nello stesso periodo iniziò a comparire anche sul piccolo schermo in serie come Fireside Theatre (1953), Alfred Hitchcock presenta (1957) e Gli intoccabili (1959).
La carriera di Edwards ebbe una svolta nel 1961 grazie al medical drama Ben Casey, serie televisiva in cui ricoprì il ruolo del protagonista, un giovane chirurgo idealista che lavora al County General Hospital di Los Angeles. Edwards interpretò il personaggio di Ben Casey in 153 episodi, di alcuni dei quali fu anche regista, nel corso di cinque stagioni dal 1961 al 1966. La serie fu molto popolare presso il pubblico televisivo americano e nello stesso periodo rivaleggiò con un'altra celebre serie del genere medical drama, Dottor Kildare, interpretata da Richard Chamberlain.
Quando la serie Ben Casey terminò, Edwards tornò al cinema e interpretò uno dei ruoli principali, quello del maggiore americano Cliff Bricker, nel film bellico La brigata del diavolo (1968) con William Holden e Cliff Robertson, la cui trama, incentrata su una truppa formata da rifiuti di varie unità americane e da superstiti di un reggimento canadese, presentava analogie con Quella sporca dozzina (1967), grande successo dell'anno precedente.
Durante gli anni settanta Edwards fu protagonista dei sedici episodi della serie televisiva Matt Lincoln (1970-1971) e apparve in singole puntate dei telefilm Lotta per la vita (1975) e Sulle strade della California (1976-1978). Interpretò un ruolo da villain nell'episodio pilota della serie Supercar (1982) e, a ventidue anni di distanza dal termine dell'omonima serie, impersonò nuovamente il dottor Ben Casey in The Return of Ben Casey, un film per la televisione prodotto nel 1988.
Dopo un'ultima apparizione cinematografica nel film The Fear (1995), a Edwards venne diagnosticato un tumore al pancreas. L'attore morì a Los Angeles l'11 marzo 1996, all'età di sessantasette anni.

## Filmografia

### Cinema
- Mr. Universe, regia di Joseph Lerner (1951)
- Attente ai marinai (Sailor Beware), regia di Hal Walker (1952)
- La valanga dei Sioux (Hiawatha), regia di Kurt Neumann (1952)
- Senza scampo (Rogue Cop), regia di Roy Rowland (1954)
- Cella 2455 braccio della morte (Cell 2455 Death Row), regia di Fred F. Sears (1955)
- Notte di terrore (The Night Holds Terror), regia di Andrew L. Stone (1955)
- La donna è un male necessario (I Am a Camera), regia di Henry Cornelius (1955)
- Operazione fifa (Private's Progress), regia di John Boulting (1956)
- Serenata (Serenade), regia di Anthony Mann (1956)
- Rapina a mano armata (The Killing), regia di Stanley Kubrick (1956)
- Hit and Run, regia di Hugo Haas (1957)
- Impiccagione all'alba (The Hired Gun), regia di Ray Nazarro (1957)
- La donna dai tre volti (The Three Faces of Eve), regia di Nunnally Johnson (1957)
- La cavalcata della vendetta (Ride Out of Revenge), regia di Bernard Girard (1957)
- Island Women, regia di William Berke (1958)
- Assassinio per contratto (Murder By Contract), regia di Irving Lerner (1958)
- La città nella paura (City of Fear), regia di Irving Lerner (1959)
- Gli sciacalli di Hong Kong (The Scavengers), regia di John Cromwell (1959)
- Blues di mezzanotte (Too Late Blues), regia di John Cassavetes (1961)
- Il sesto eroe (The Outsider), regia di Delbert Mann (1961)
- I vincitori (The Victors), regia di Carl Foreman (1963)
- Trafficanti del piacere (Hammerhead), regia di David Miller (1968)
- La brigata del diavolo (The Devil's Brigade), regia di Andrew V. McLaglen (1968)
- Non uccidevano mai la domenica (The Desperados), regia di Henry Levin (1969)
- Mad Bomber, l'uomo sputato dall'inferno (The Mad Bomber), regia di Bert I. Gordon (1973)
- Chi vuole uccidere Miss Douglas? (The Seduction), regia di David Schmoeller (1982)
- Space Raiders, regia di Howard R. Cohen (1983)
- L'affare del secolo (Deal of the Century), regia di William Friedkin (1983)
- The Fix, regia di Will Zens (1984)
- La strada della coca (Sho-Line), regia di Douglas F. O’Neons (1986)
- La scuola degli orrori (Return to Horror High), regia di Bill Froehlich (1987)
- Andy Colby's Incredible Adventure, regia di Deborah Brock (1988)
- Ork (Cellar Dweller), regia di John Carl Buechler (1988)
- The Gumshoe Kid, regia di Joseph Manduke (1990)
- Invasion of the Space Preachers, regia di Daniel Boyd (1990)
- Son of Darkness: To Die for II, regia di David Price (1991)
- Motorama, regia di Barry Shils (1991)
- Original Intent, regia di Robert Marcarelli (1992)
- The Fear, regia di Vincent Robert (1995)

### Televisione
- Fireside Theatre – serie TV, 1 episodio (1953)
- The Ford Television Theatre – serie TV, 1 episodio (1955)
- Jane Wyman Presents the Fireside Theatre – serie TV, 1 episodio (1955)
- Celebrity Playhouse – serie TV, episodio 1x11 (1955)
- The 20th Century-Fox Hour – serie TV, episodio 2x05 (1956)
- General Electric Theater – serie TV, 1 episodio (1957)
- Alfred Hitchcock presenta (Alfred Hitchcock Presents) – serie TV, 1 episodio (1957)
- Gli intoccabili (The Untouchables) – serie TV, 1 episodio (1959)
- Avventure in paradiso (Adventures in Paradise) – serie TV, episodio 1x08 (1959)
- Laramie – serie TV, 1 episodio (1960)
- The Deputy – serie TV, 1 episodio (1960)
- Breaking Point – serie TV, 1 episodio (1963)
- Ben Casey – serie TV, 153 episodi (1961-1966)
- Sole Survivor, regia di Paul Stanley – film TV (1970)
- Dial Hot Line, regia di Jerry Thorpe – film TV (1970)
- Matt Lincoln – serie TV, 16 episodi (1970-1971)
- Do Not Fold, Spindle, or Mutilate, regia di Ted Post – film TV (1971)
- Firehouse, regia di Alex March – film TV (1973)
- Saga of Sonora, regia di Marty Pasetta – film TV (1973)
- Lotta per la vita (Medical Story) – serie TV, 1 episodio (1975)
- Death Stalk, regia di Robert Day – film TV (1975)
- Cover Girls, regia di Jerry London – film TV (1977)
- The Rhinemann Exchange – miniserie TV (1977)
- Sulle strade della California (Police Story) – serie TV, 2 episodi (1976-1978)
- The Courage and the Passion, regia di John Llewelleyn Moxey – film TV (1978)
- Evening in Byzantium, regia di Jerry London – film TV (1978)
- Greatest Heroes of the Bible (1979)
- Supercar (Knight Rider) – serie TV, 1 episodio (1982)
- Cover Up – serie TV, 1 episodio (1984)
- Un salto nel buio (Tales from the Darkside) – serie TV, episodio 1x21 (1985)
- L'onore della famiglia (Our Family Honor) – serie TV, 3 episodi (1985)
- Centurions – serie TV, 1 episodio (1986) - voce
- Yoy Are the Jury – serie TV, 1 episodio (1986)
- The Return of Mickey Spillane's Mike Hammer, regia di Ray Danton – film TV (1986)
- Quella sporca dozzina: missione di morte (Dirty Dozen: The Deadly Mission), regia di Lee H. Katzin – film TV (1987)
- Il giustiziere della strada (The Highway Man) – serie TV, 1 episodio (1988)
- The Return of Ben Casey, regia di Joseph L. Scanlan – film TV (1988)
- La signora in giallo (Murder, She Wrote) – serie TV, episodio 5x20 (1989)
- The Saint: Wrong Number, regia di Marijan David Vajda – film TV (1989)
- Palm Springs, operazione amore (P.S.I. Luv U) – serie TV, 1 episodio (1991)
- Dillinger: nemico pubblico numero uno (Dillinger), regia di Paul F. Edwards – film TV (1991)
- Rebel Highway – serie TV, 1 episodio (1994)

## Doppiatori italiani
- Giuseppe Rinaldi in Assassinio per contratto, Rapina a mano armata
- Ferruccio Amendola in La donna dai tre volti
- Sergio Tedesco in La brigata del diavolo
- Giancarlo Maestri in Non uccidevano mai la domenica